# Association des sports de glace de Tours
L'Association des Sports de Glace de Tours (ASGT) est un club français de hockey sur glace, champion de France en 1980 et disparu en 2010. L'équipe porta le surnom de Mammouths de Tours (nommage de l'hypermarché Mammouth appartenant au groupe Docks de France dont le siège social était Tours), puis celui des Diables noirs de Tours.

## Historique

### 1972-1980, de la fondation au titre

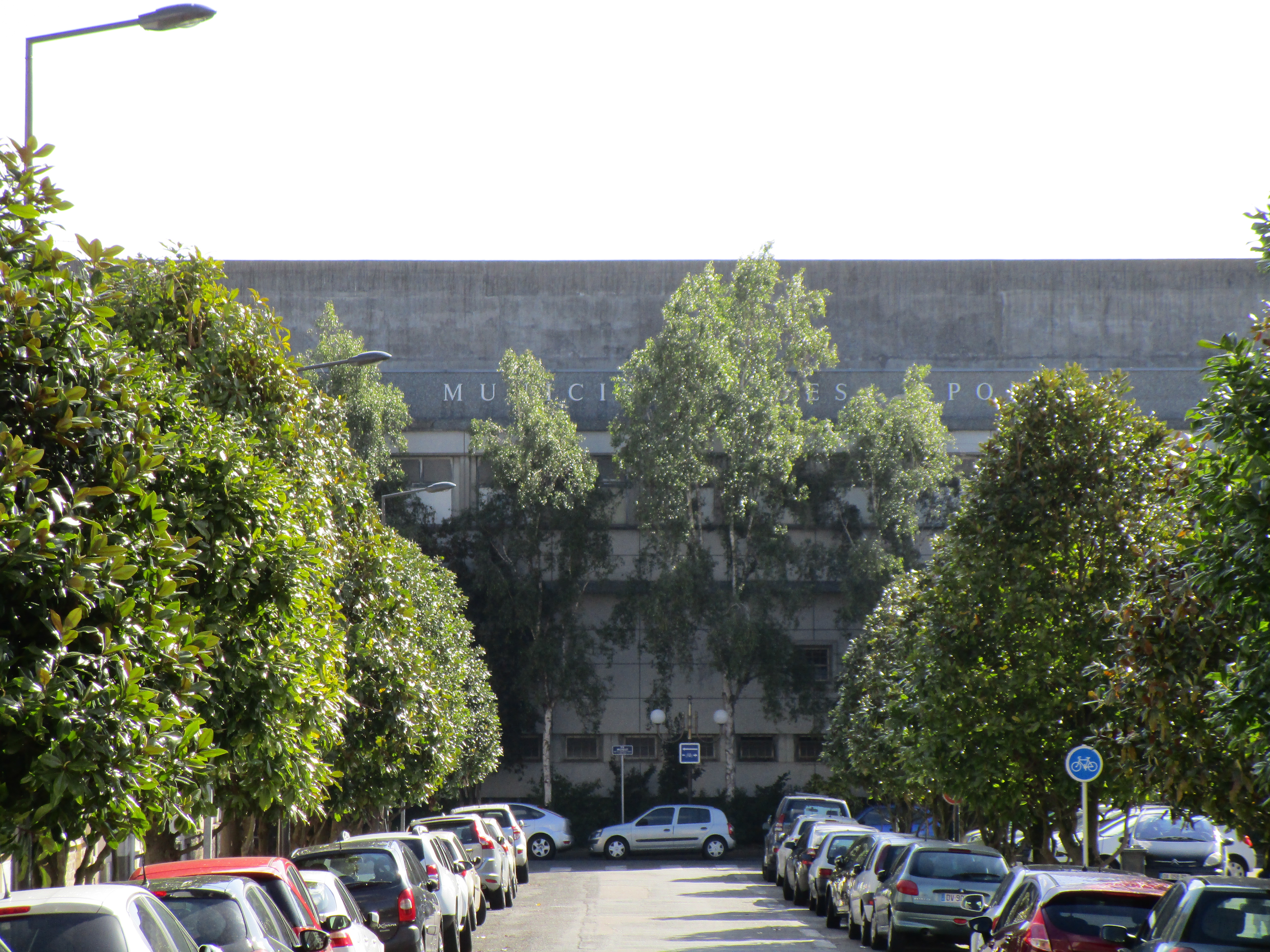
Vue de la patinoire de Tours depuis l'avenue de Grammont.

Le club est créé en juin 1972 en vue de l'ouverture de la patinoire au mois de septembre. 47 Jeunes s'inscrivent au Hockey sur Glace.
Après une participation en Coupe d'Armor, l'équipe débute en championnat de France Nationale C lors de la saison 1973-74. Grâce au travail de son entraîneur Patrick Sawyerr, elle est championne de Nationale C dès sa seconde saison en remportant également la Coupe de France.
En 1975-76, Jean-Claude Sozzi, gardien de l'équipe de France arrive à Tours. Le club finit champion de Nationale B (donc pour sa première saison à ce niveau) mais échoue en barrage pour l'accession en Nationale A, (face à Briançon et Lyon).
En 76-77, c'est l'arrivée du canadien Jean Lussier. Accompagnant un nouveau titre de Nationale B, l'équipe réussit ses barrages et se qualifie en Nationale A. Elle atteint également la Finale de la coupe de France (défaite 4-5 face à Villard-de-Lans).
Pour sa première saison en élite (1977-1978), Tours recrute 2 internationaux, Guy Galiay (ex-Grenoble) et Pascal Del Monaco (ex-Briançon) et confie le poste d’entraîneur à Michel Lussier, frère de Jean. Les débuts en élite sont difficiles mais l'équipe gagnant en cohésion finit par atteindre la troisième place. Elle gagne également la Coupe de France face à Croix (6 à 4 a.p.).
1978-1979 : Nouveau début de saison laborieux, l'ASGT finit 5e de la première phase. En poule finale, le titre se joue entre Chamonix, Tours et St-Gervais. Mais lors de la dernière journée, où le match entre Chamonix et St-Gervais est capital pour l'attribution du titre (le nul sacrant Tours), les chamoniards réussissent à l'emporter 4 à 3 en marquant à 1 min 40 s de la fin. L'ASGT finit vice-champion de France.
1979-1980, voit la consécration pour le club, qui remporte le titre de champion de France, sous la direction d'Adolf Sprincl. Premier club professionnel et premier club de plaine à remporter le sacre, Tours, misant également sur un recrutement de joueur franco-canadien, ne fait pas l'unanimité au sein du hockey français, et héritera vite d'une image de club de "mercenaires".

### Les champions de France 1980
Cette section présente l'effectif de l'équipe de Tours qui remporte le championnat de France de 1980.
| Vainqueurs de la Nationale A Effectif champion | Joueurs : Frédéric Maletroit, Joe Fiedler, Pascal Del Monaco (C), Patrick Sawyerr, Guy Galliay, Charles Thillien, Jean-Paul Sandillon, Patrick Partouche, Alain Blanchet, Patrick Aldrich, Franck Fasilleau, Philippe Quinsac, Jean-Yves Decock, Gilles De Saint-Germain, André Peloffy, John Stinco, Bernard Bonnarme, Yvon Bourgaut, Christophe Pasquier, Philippe Decock Entraîneur : Adolf Sprincl Président : Albert Pasquier |

### 1980-1991: Parcours en élite
Après ce titre, entraîné par Richard Jamieson, Tours continue à faire partie des favoris et est vice-champion en 1981 et 1982 tout en étant le club qui a attire le plus de spectateurs dans sa patinoire.
La domination s'achève en Saison 1982-1983, où l'équipe tourangelle finit à la 8e place, malgré l'arrivée du joueur de Ligue nationale de hockey Pat Daley. Le retour de Patrick Sawyerr comme entraîneur ne change rien et Tours finit la saison suivante avec une 9e place.
L'ASGT, qui sauve sa place en élite par deux fois en poule de relégation, est finalement condamné à la descente en 1985-1986 quand la nationale A est réduite à dix clubs. Dès la saison 1986-1987, Tours termine le championnat Nationale 1B invaincu et remonte directement en Nationale 1A.
En 1989-1990 arrive un nouvel joueur/entraineur : Robert Millette. les résultats s'améliorent avec une 6e place et Tours participe à la création en 1990 de la Ligue Nationale, ligue « professionnelle » fermée, à gestion autonome, dont les clubs sont censés accéder sur dossier. Mais cette ligue ne dure qu'une saison, la plupart des clubs ont des soucis financiers. Tours ne fait exception, le club creuse son déficit avec un canadien recruté en trop, et comptant sur des revenus de sponsoring qui ne viendront pas. Tours atteint les quarts de finale mais coule financièrement à la fin de cette saison et repart au plus bas niveau, en Division 3.

### 1992-2001: La remontée
L'équipe tourangelle redémarre en 1991-1992 en Division 3, dans la zone Île-de-France, avec Martin Bouliane comme nouvel entraineur. L'année suivante, Tours finit vice-champion de cette division et remonte en Division 2.
Après une 22e place la première année, Tours se rapproche du haut de tableau mais reste tout de même 5 saisons dans cette division, changeant d'entraineur chaque année : Vladimir Kovine, Christer Eriksson, Sébastien Hache puis Normand Roy se succèdent à la tête de l'équipe. C'est en 1997-1998, grâce à ce dernier que les tourangeaux finissent second de Division 2 et accèdent à la nationale 1B.
C'est Marc Leroux qui devient l’entraîneur pour trois saisons où l'ASGT, bien qu'atterrissant toujours en poule de maintien, progresse chaque année : dernier en 1998-1999, puis 13e en 1999-2000 puis 11e en 2000-2001.
Entre-temps, les Mammouths changent de nom et deviennent les Diables Noirs de Tours en 1999.

### 2001-2009: L'ère Millette

#### 2001-2005
En 2001, nouvel entraîneur : Robert « Bob » Millette, ancien entraîneur-joueur de 1988 à 1991 revient en Touraine. Dès cette première saison à la tête du club, il réalise un recrutement international, qui fait débat.
Le Chamboulement de la ligue élite pour 2002-2003, qui est restructurée en 2 poules regroupant chacune 8 équipes, permet à Tours, 3e de D1 la saison précédente, de faire son retour en élite française.
Bien que « promu », les diables ne font pas que de la figuration : L'ASGT finit 5e de la poule Nord (manquant ainsi d'une place la qualification en poule magnus), à égalité de point avec Dijon. En poule de maintien (dite poule nationale), Tours prouve que sa place est bien au sein de l'élite, en remportant cette poule sans concéder la moindre défaite, ni le moindre match nul.
En 2003-2004, comme lors des 2 précédentes saisons, la patinoire de Tours est déficiente et perturbe la préparation et comme les années précédentes, les départs et les arrivées sont nombreuses.
Une défaite en Normandie contre Rouen en prolongation et une victoire à domicile à l'arraché (5-4) permettent à Tours de finir à égalité de point avec les dragons mais devant au classement. L'ASGT accède ainsi aux play-offs, dès sa deuxième saison en élite. Les diables noirs finissent derniers de la poule Magnus (poule de classement) avec seulement 3 victoires en 14 matchs. Ils doivent donc affronter les Brûleurs de loups de Grenoble, arrivés premier, en quart de finale. La différence de niveau est trop grande et Tours s’incline en 3 matchs secs.

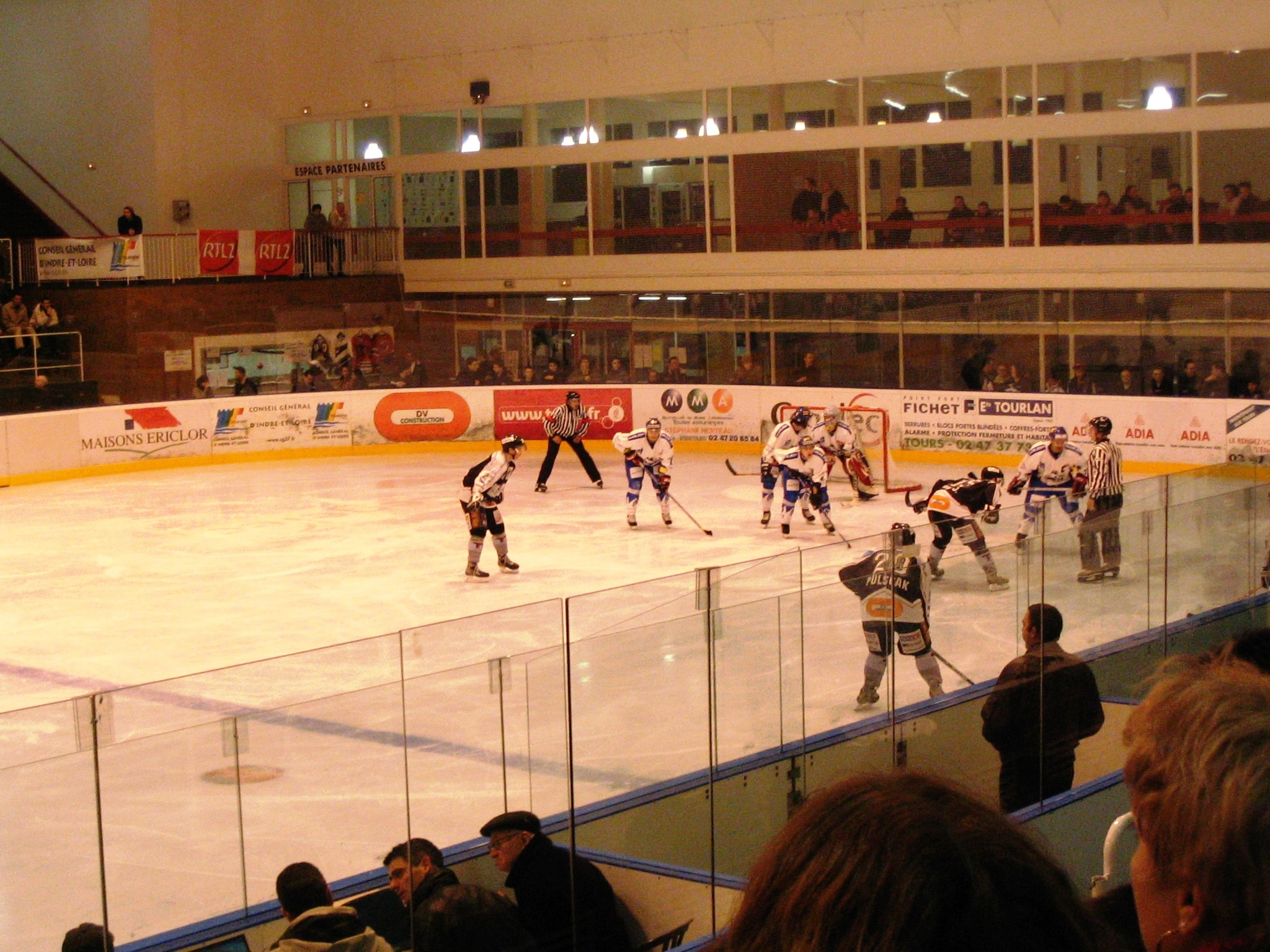
Les Diables contre Gap en 2005

Saison après saison, l'ASGT progresse dans la hiérarchie française et vise en 2004-2005 une nouvelle participation aux play-offs, dans ce championnat élite qui s'appelle désormais Ligue Magnus.
Avec leur nouveau gardien Ramon Sopko, ainsi que les deux Québécois Jonathan Roy et Éric Perricone, les diables noirs changent de statut et après avoir atteint la tête du classement au mois d'octobre l'équipe finit la saison régulière à la deuxième place, à égalité de point avec Rouen et Grenoble et juste devant Mulhouse.
En play-offs, l'ASGT élimine successivement les Ducs d'Angers (3 matchs à 1) puis les Brûleurs de loups de Grenoble (3 matchs à 2) et arrive en finale. Elle se joue en match aller-retour et face aux Scorpions de Mulhouse, équipe impressionnante comptant même un joueur de LNH, Steven Reinprecht dans ses rangs. Les noirs, épuisés après leur série difficile en 5 matchs contre Grenoble, ne font pas le poids : une première défaite 6-2 en Alsace, suivi d'une deuxième 3-0 à domicile, laisse le club à la seconde marche du championnat national, résultat inespéré en début de saison. Mais ce résultat est vite terni à l'intersaison : en effet, on apprend en juin que les clubs de Tours et Mulhouse ne sont pas validés en ligue Magnus pour la saison suivante, à cause d'un passif financier trop important et pour non-respect des conditions budgétaires d'engagement de la saison écoulée. À la suite de cette décision, le bureau du club démissionne et l'ASGT est rétrogradée dans la première division où une place est disponible, et atterrit en Division 2.

#### 2005-2010
Bob Millette reste entraîneur mais le bureau dirigeant est remplacé et c'est Rémi Delmas qui devient président du club. Rétrogradé, celui-ci veut remonter au plus tôt dans la hiérarchie française et prouver que c'est là que se trouve sa vraie place. L'objectif annoncé est la remontée en 2 ans en élite.
Niveau recrutement, on s'appuie également largement sur un effectif de ligue Magnus (retour d'anciens joueurs comme Vladimir Sabol), qui entraîne encore des débats sur ces « mercenaires » étrangers qui ne laissent pas de place aux juniors de la région. Favori, les diables remportent la première partie de leur pari, en remportant le titre de Division 2 2005-2006, avec une nette domination : 22 matchs, 20 victoires, 2 nuls, aucune défaite.
Le titre de champion division 2 en poche, et la dette de 2005 annoncé comme quasiment remboursée, l'objectif du club est ambitieux, mais pas hors de sa portée : remporter la Division 1 et retrouver la ligue Magnus dès la saison prochaine.
Objectif réussit encore une fois sans discussion possible : En poule finale, le club remporte : 12 victoires et 2 nuls, en 14 journées. La division 1 se disputant alors sans série éliminatoire, le titre de champion est acquis dès le 11e match, contre Gap,, pourtant principal rival.

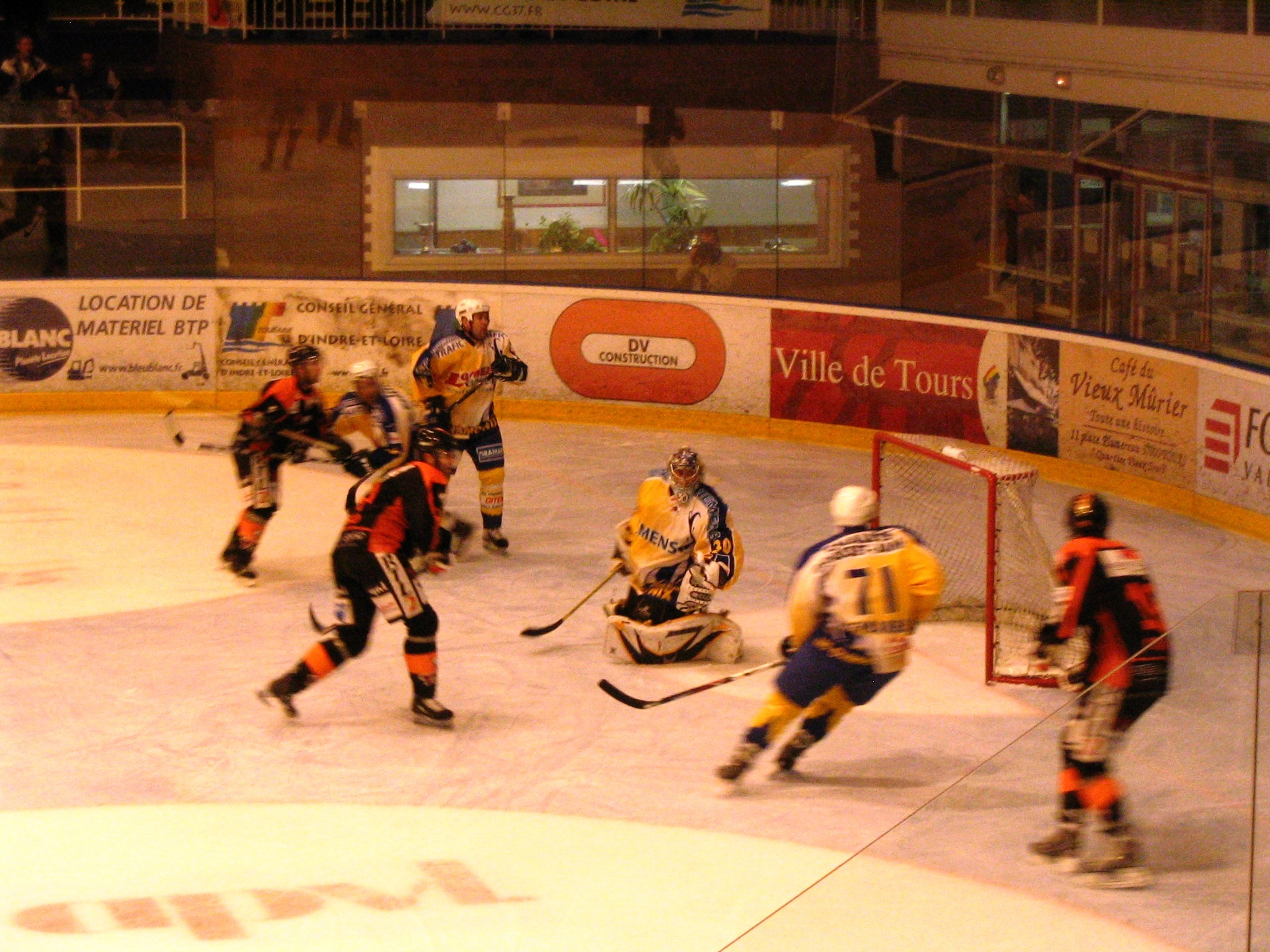
Les Diables contre Chamonix en 2007

Le club tourangeau revient donc en Ligue Magnus pour la saison 2007-2008 et poursuit sa lancée en avant avec une 7e place et passant un tour en séries.
En 2008-2009, l'équipe est largement recomposée de joueurs d'origine canadienne. Mais pour la première fois depuis longtemps, les résultats sont décevants et la saison sportive finit sur une 10e place et une élimination directe en play-offs. Mais c'est également du côté financier que les nouvelles sont inquiétantes : Dès le mois de novembre, l'entraineur Bob Millette évoque une dette de 100 000€.
Cette dette se confirme en fin de saison et la fédération ne valide pas le dossier de Tours pour la saison 2009-2010, qui risque de descendre en Division 3.
Finalement après un appel, puis une demande d'avis au CNOSF, Tours est validé en Division 2, sans possibilité de participer aux play-offs, la première année. La saison se déroulant avec succès, le club fait un nouveau recours juridique pour participer aux phases finales et obtient gain de cause. Les diables sont cependant éliminées par Toulouse en Quarts de finale.
À l'aube de la saison 2010-2011, lors de l'AG du club, une nouvelle équipe prend les rênes du club pour un petit mois seulement et ne peut que constater un déficit de 184 210 € portant la dette du club à 320 795 €. Devant ce constat les nouveaux dirigeants ne peuvent que déposer le bilan. La liquidation judiciaire est prononcée par le tribunal de grande instance de Tours dans la matinée du 17/07/2010.

## Palmarès

### Titres collectifs
- Championnat de France (1)
  - Champion : 1980
  - Vice-champion : 1979, 1981, 1982, 2005
- Coupe de France (2)
  - Vainqueur : 1975, 1978
  - Finaliste : 1977, 1981, 1987
- Championnat de France Division 1 (4)
  - Champion : 1976, 1977, 1987, 2007

- Championnat de France Division 2 (2)
  - Champion : 1975, 2006
  - Vice-champion : 1974, 1998

### Prix et récompenses de la Ligue Magnus
- Trophée Charles-Ramsay
  - 1982 : Roland Cloutier[60]
  - 1990 : Jean-François Sauvé

- Trophée Jean-Ferrand
  - 1983 : Charles Thillien

- Trophée Camil-Gélinas
  - 2005 : Robert Millette

### Records d'équipe
- Invincibilité (hors Coupe de France) : 14 mois et 1 semaine (35 victoires et 2 nuls) entre le 17 septembre 2005 et le 25 novembre 2006 (Division 2 et Division 1) ; 13 mois (31 victoires et 1 nul) entre le 13 septembre 1986 et le 10 octobre 1987 (Nationale 1B et Nationale 1A).

- Invincibilité à domicile (hors Coupe de France) : 18 mois et 3 semaines (23 victoires et 2 nuls) entre le 17 septembre 2005 et le 7 avril 2007 (D2 et D1).

- Plus grand nombre de victoires à domicile en une saison (play-off compris) : 16 en 20 matchs (Ligue Magnus, 2004-2005). Les autres résultats : 1 nul contre Clermont-Ferrand (saison régulière) et 3 défaites face à Briançon (saison régulière), Grenoble (demi-finale) et Mulhouse (finale).

- Plus grand nombre de buts marqués en une saison : 297 en 30 matchs (Nationale 1B, 1986-87), soit 9,9 buts par match.

- Plus petit nombre de buts marqués en une saison : 85 en 29 matchs (Ligue Magnus, 2003-2004), soit 2,93 buts par match.

- Plus petit nombre de buts concédés en une saison : 40 en 26 matchs (Division 2, 2005-06), soit 1,538 but par match.

- Plus grand nombre de buts concédés en une saison : 241 en 31 matchs (Nationale 1A, 1990-1991), soit 7,77 buts par match.

### Parcours européen
À la suite de son titre de champion en 1980, l'ASG Tours prit part à la coupe d'Europe 1980-1981. Au premier tour, ils s'imposèrent face aux champions espagnols du CH Txuri Urdin. Au deuxième tour, lors du match aller contre Mannheimer ERC, ils s'inclinèrent 5-6 après avoir été menés 0-6 à l'issue de la première période. Cependant, la défaite au retour mit un terme à la seule campagne européenne du club.
Au total, l'ASG Tours joua 4 matchs pour un bilan d'une victoire, un nul et deux défaites, 19 buts inscrits et 19 encaissés.
Récapitulatif du parcours européen
| Saison    | Compétition    | Adversaire                                               | Score            |
| --------- | -------------- | -------------------------------------------------------- | ---------------- |
| 1980-1981 | Coupe d'Europe | Premier tour CH Txuri Urdin Deuxième tour Mannheimer ERC | 2-2 10-2 5-6 2-9 |

## Joueurs

### Capitaines successifs
- Jean-Paul Sandillon[60]
- Pascal Del Monaco
- Alain Blanchet
- Michel Lussier
- Yvon Bourgaut
- Franck Fazilleau
- Jean-Yves Decock
- Yvon Bourgaut
- Laurent Bougro
- François Gleize
- Dominic Perna
- Sébastien Decaen
- Dominic Noël
- François Gleize
- Geoffrey Paillet
- Matej Kiska
- Geoffrey Paillet

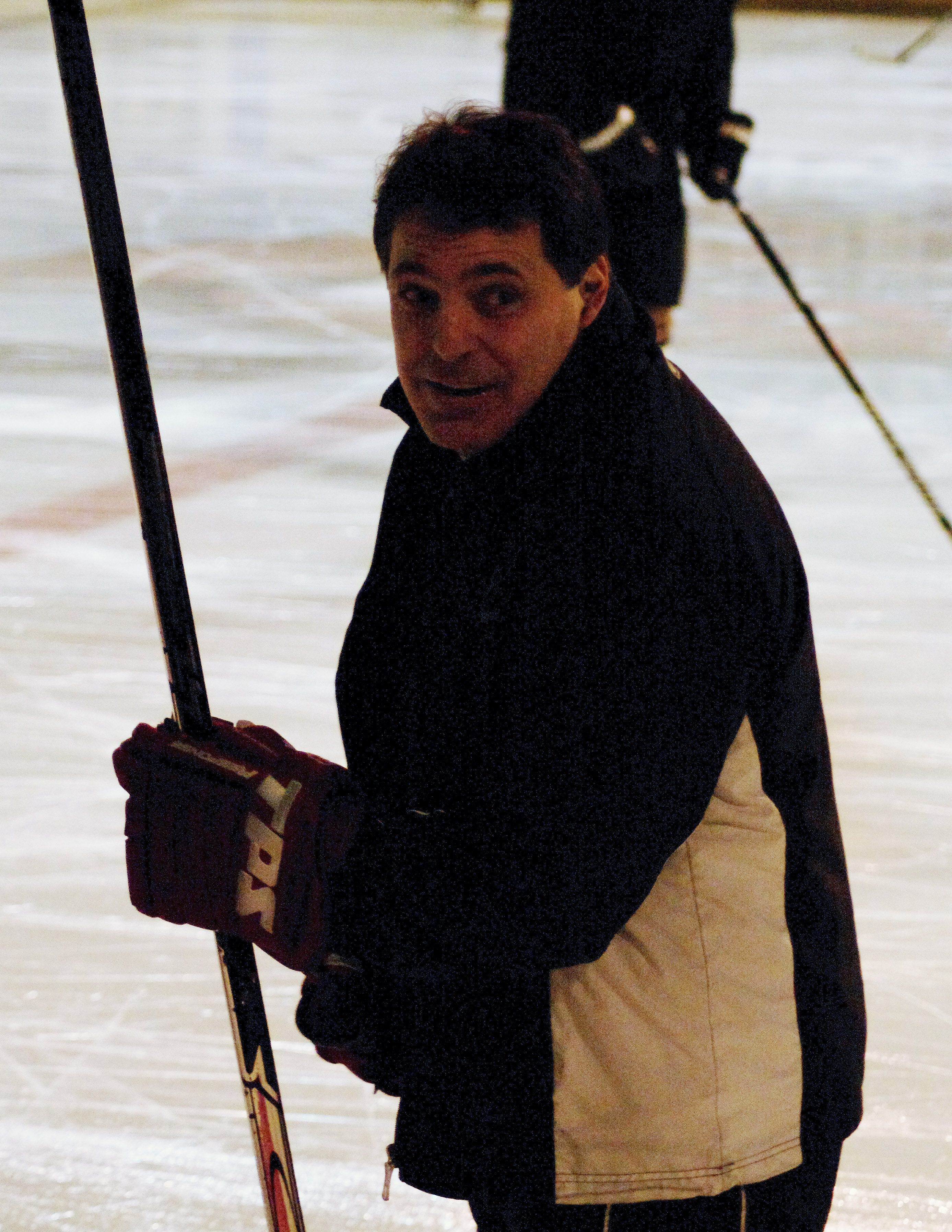
Guy Dupuis
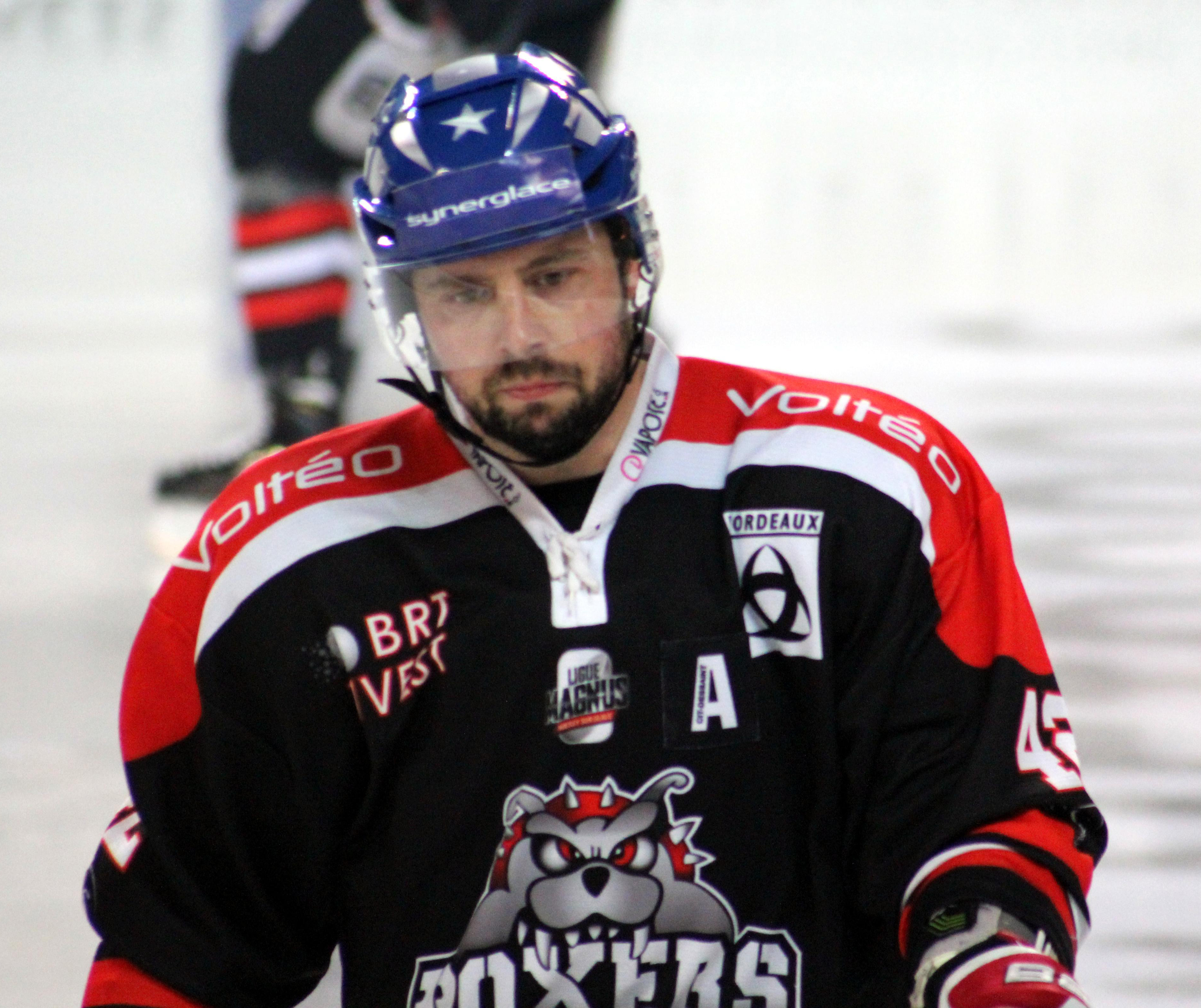
Julien Desrosiers
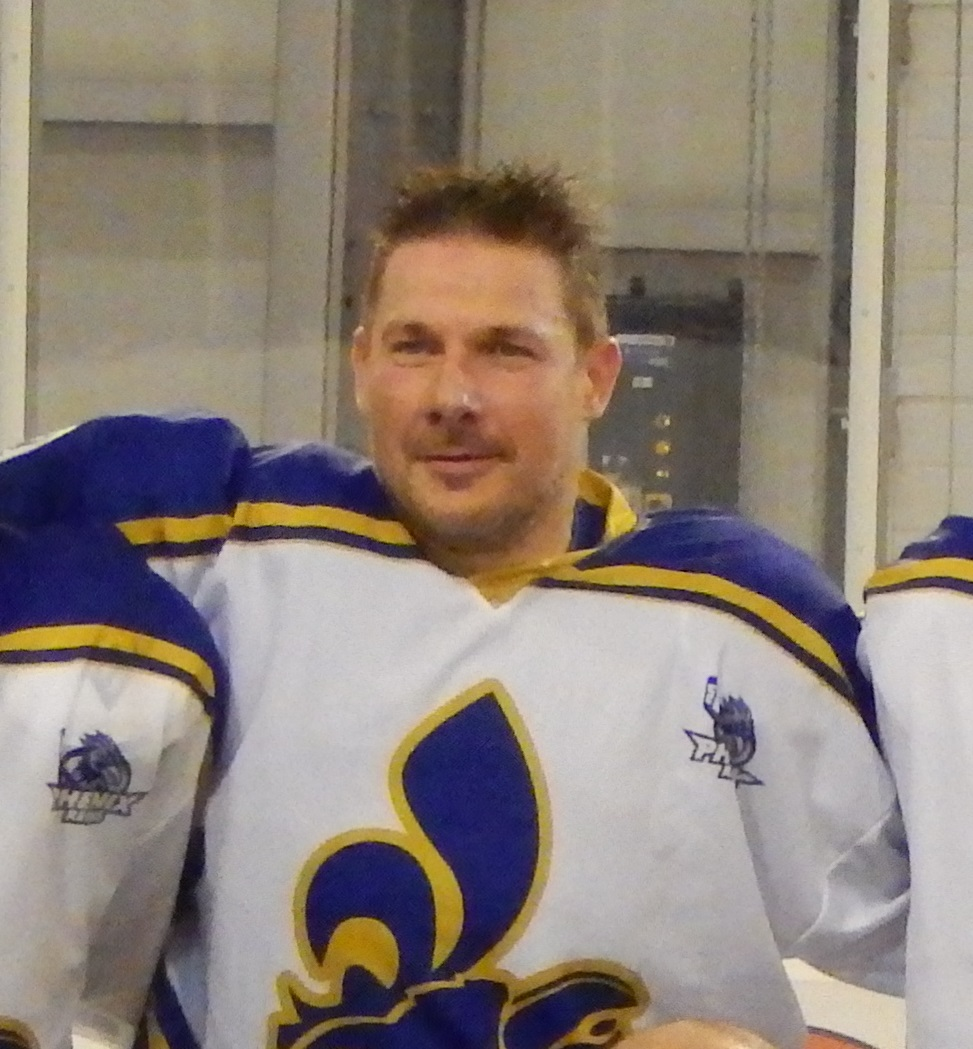
Dino Grossi
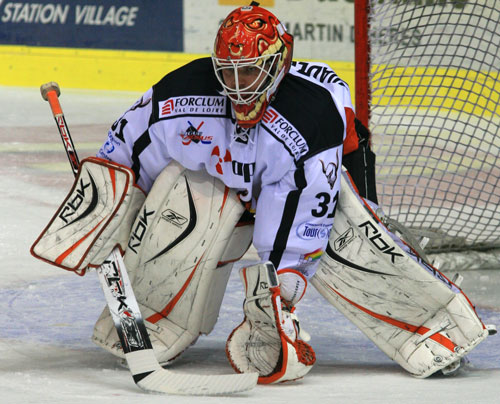
Vladimír Hiadlovský
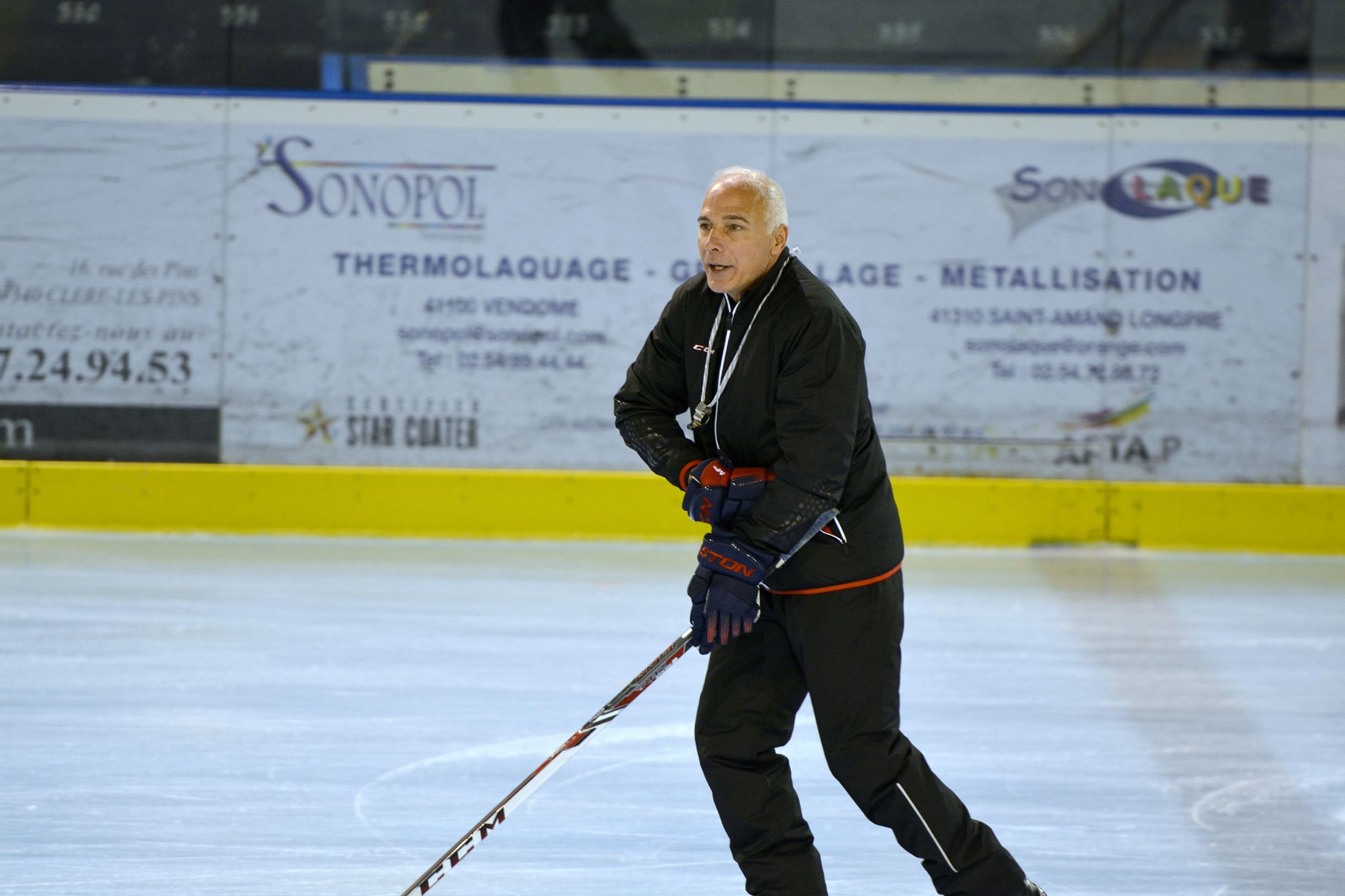
Robert Millette
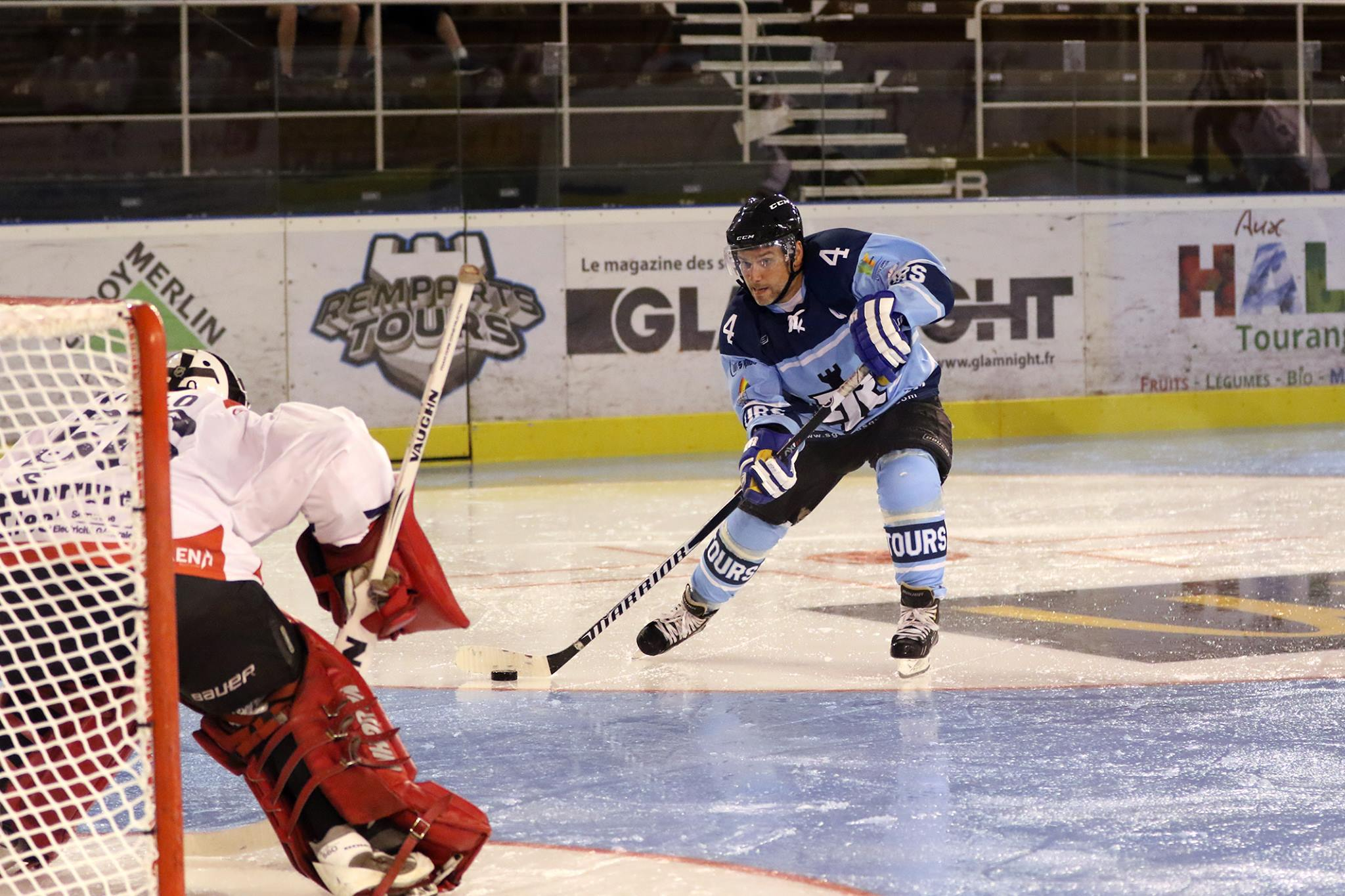
Dominic Perna
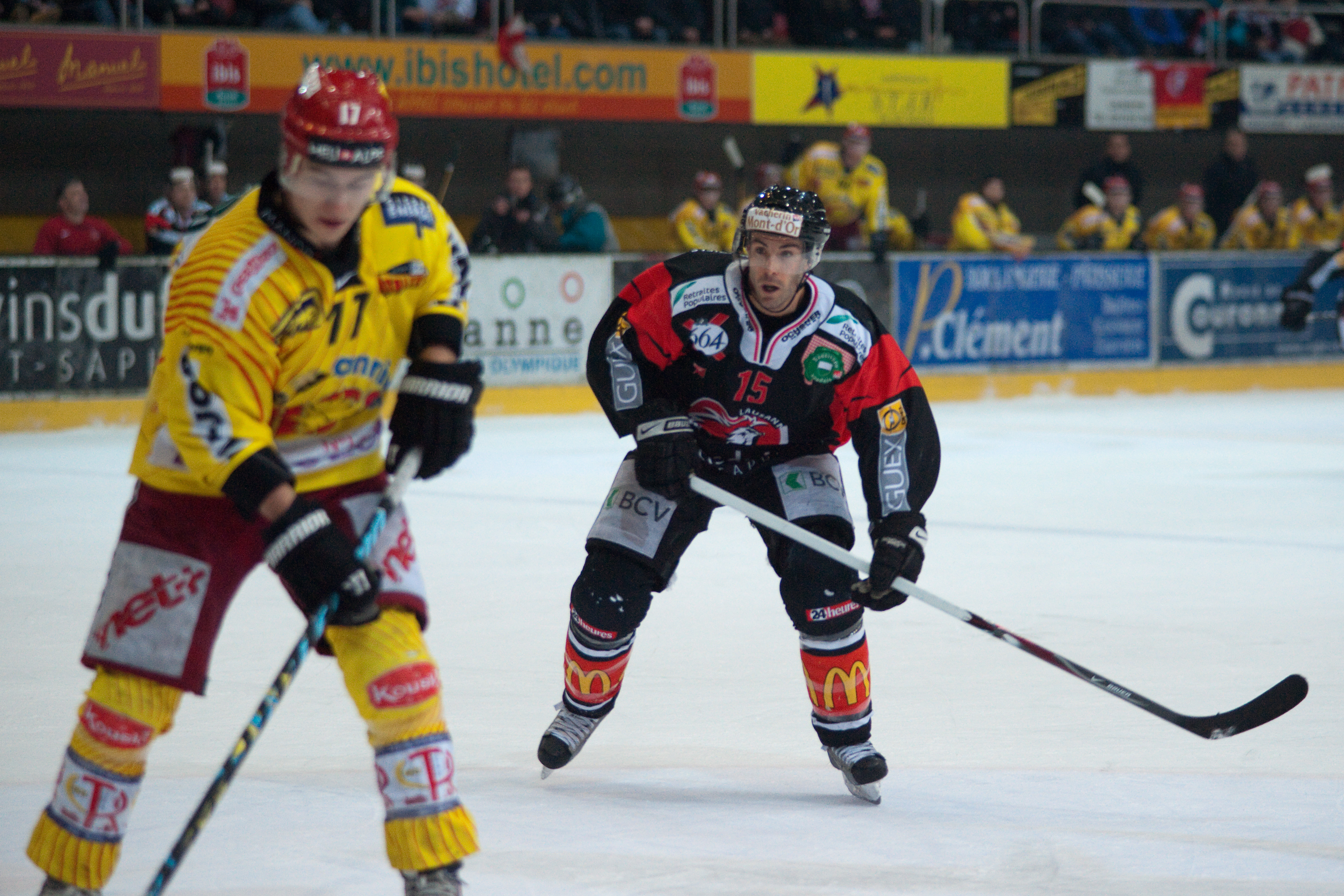
Jonathan Roy
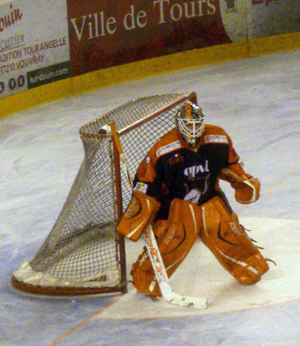
Adam Russo
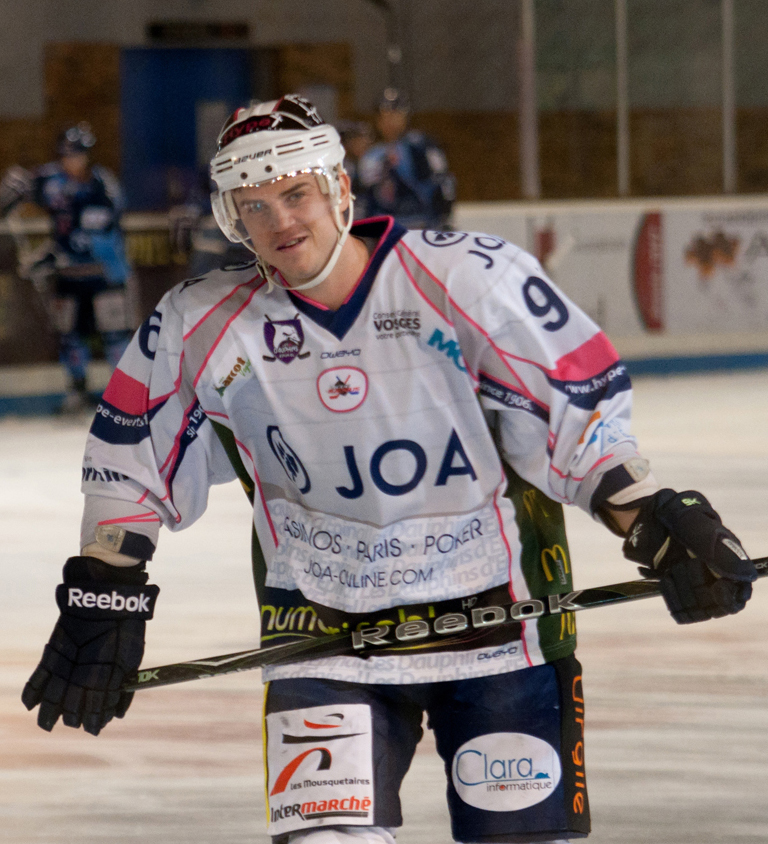
Ján Šimko
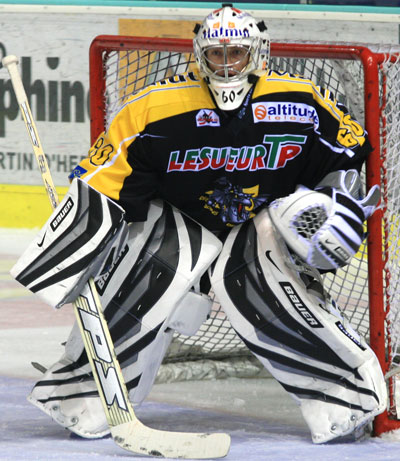
Ramón Sopko

### Joueurs de la Ligue nationale de hockey et Association mondiale de hockey
10 joueurs de l'ASG Tours ont joué en Ligue nationale de hockey ou en Association mondiale de hockey :
| Joueur              | Période à l'ASG Tours | Nombre de matchs | Nombre de matchs |
| Joueur              | Période à l'ASG Tours | LNH              | AMH              |
| ------------------- | --------------------- | ---------------- | ---------------- |
| Pierre Aubry        | 1989-1991             | 202              | -                |
| Paulin Bordeleau    | 1980-1981             | 183              | 234              |
| Roland Cloutier     | 1981-1983             | 34               | -                |
| Patrick Daley       | 1982-1985             | 12               | -                |
| David Jensen        | 1987-1988             | 18               | -                |
| Pierre Lacroix      | 1990-1991             | 274              | -                |
| Michel Mongeau      | 1987-1988             | 54               | -                |
| André Peloffy       | 1979-1980             | 9                | -                |
| Jean-François Sauvé | 1989-1991             | 782              | -                |
| Gaston Therrien     | 1990-1991             | 22               | -                |

Michel Mongeau fut le seul qui joua en LNH après son passage à Tours.

## Supporters
Le club de supporters encourageant les Diables Noirs de Tours s'appelait Les En'diablés.

## Logo

Évolution du logo
Logo des Mammouths.
Logo des Diables Noirs.